# 1976年電子遊戲界

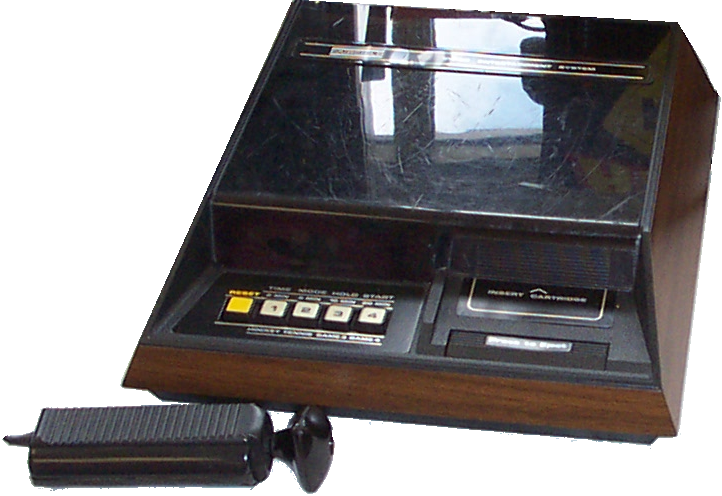
Fairchild Channel F是一款由快捷半导体公司于1976年发行的家用游戏机。

## 事件
- 10月 － 华纳通讯从诺兰·布什内尔受伤以2800万美元收购雅达利。布什内尔依然担任主席[1]。
- 电子游戏销量超过350万，当年电子游戏产业收益达2.42亿美元[2]。

## 知名发行
- 1月 － 世嘉发行《重量级冠军》，是首款肉搏游戏[3][4][5]。游戏用模拟挥拳的控制器[3]。
- 2月 － 世嘉发行《Road Race》，这款竞速游戏引入伪3D、向前卷轴和第三人称图形[6][7]。
- 4月 － Taito发行《Speed Race Twin》，作为《Speed Race》的续作，游戏可以双人彩色双屏对战[8][9]。
- 4月 － 雅达利发行街机游戏《Breakout》（样机由苹果公司共同创办人史蒂夫·乔布斯和史蒂夫·沃兹尼亚克设计）[1]。它引发了各种打砖块式游戏。
- 8月 － 世嘉发行《Man T.T.》（又名“Moto-Cross”）[10]，这是早期摩托车竞速游戏，和《Road Race》类似采用伪3D、向前卷轴、第三人称视角[7][11]。游戏还引入触觉反馈，让手把在碰撞时震动[12]。Sega-Gremlin以“Fonz”重做品牌[13]。
- 8月 － 快捷半導體发行了Video Entertainment System（后来叫VES或Channel F），是一款使用微处理器和卡带的电子游戏机[14]。
- 10月 － 雅达利发行第一人称视角竞速游戏《Night Driver》[15]。
- Exidy发行了电影《Death Race 2000》改编的竞速游戏《Death Race》。游戏暴力元素引发公众抗议，在许多地区被禁止[16]。
- Coleco发行《乓》的仿制游戏机Telstar，游戏机采用通用仪器的AY-3-8500微芯片[17]。
- Radofin在欧洲发行1292 Advanced Programmable Video System游戏机[18]。
- 唐·伍兹在斯坦福大学人工智能实验室工作时，发现并扩展了威尔·克劳瑟的《Adventure》。下半年James Gillogly用C语言将伍兹的这款用Fortran编写的视觉小说移植到Unix电脑上[19]。